# Bitka pri Salamini
Bitka pri Salamini je bila pomorska bitka med grškimi polis in Perzijo.
Konec septembra 480 pr. n. št. je Grkom pod Temistoklesovim poveljstvom uspelo zvabiti perzijsko ladjevje v ožino med Salamino in atiško obalo. V njej so se manjše in bolj okretne ladje Grkov bolje znašle. Perzijsko ladjevje so v dvanajstih urah prisilili k umiku. Grki so dosegli pomorsko zmago. Ko je perzijski vladar Kserkses I. videl, da je njegovo ladjevje poraženo, je poveljstvo prepustil Mardoniju, sam pa se je vrnil v Perzijo. Grki so Perzijce dokončno prisilili k umiku iz Evrope leta 479 pr. n. št., ko so zmagali še na kopnem, pri Platajah.